# Autofluorescence

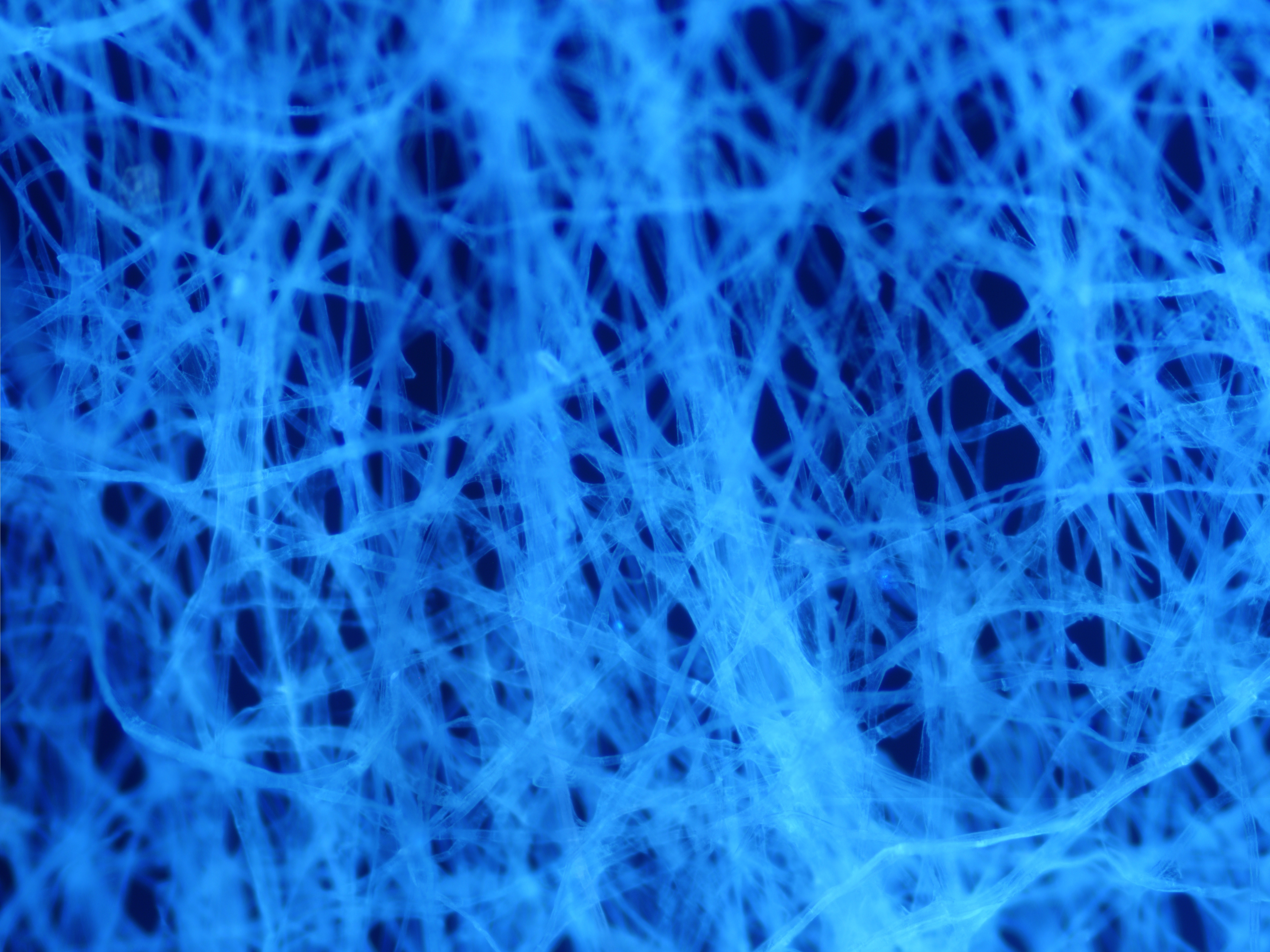
Photomicrographie d'un papier autofluorescant sous illumination d'ultraviolets.

L'autofluorescence est l'émission naturelle de lumière (de fluorescence) par des structures biologiques telles que les mitochondries et les lysosomes lorsqu'ils ont absorbé de la lumière, et est souvent utilisée pour distinguer la lumière provenant de marqueurs fluorescents ajoutés artificiellement (fluorophores) .
Les molécules d'autofluorescence les plus couramment observées sont le NADPH et les flavines ; la matrice extracellulaire (ECM) peut également contribuer à l'autofluorescence en raison des propriétés intrinsèques du collagène et de l'élastine.
En général, les protéines contenant une quantité accrue en acides aminés tryptophane, tyrosine et phénylalanine présentent un certain degré d'autofluorescence.
L'autofluorescence se produit également dans les matériaux non biologiques, présents dans de nombreux papiers et textiles. L'autofluorescence à partir de monnaie papier américaine a été démontrée comme pouvant discerner la fausse monnaie de l'authentique.

## Organismes autofluorescents
L'autofluorescence a été observée chez des perroquets (par exemple, Melopsittacus undulatus), des scorpions (Centruroides vittatus), des caméléons (Calumma spp.), des grenouilles (Hypsiboas punctatus), des vers ronds (Caenorhabditis elegans), des cnidaires (Anemonia sulcata) et des tardigrades. L'intérêt fonctionnel de ce phénomène n'est souvent pas connu. Chez les perroquets, il peut constituer un signal visuel à l'attention de partenaires potentiels. Chez le tardigrade Paramacrobiotus BLR, il confère une exceptionnelle tolérance aux rayons ultraviolets.

## Microscopie

Une image multispectrale de tissu d'un intestin de souris, montrant comment l'autofluorescence peut masquer plusieurs signaux de fluorescence.

L'autofluorescence interfère avec la détection de signaux fluorescents spécifiques, en particulier lorsque les signaux d'intérêt sont très faibles : elle rend visibles des structures autres que celles d'intérêt.
Dans certains microscopes (principalement des microscopes confocaux), il est possible d'utiliser différentes durées de vie des états excités des  marqueurs fluorescents ajoutés et des molécules endogènes pour exclure la majeure partie de l'autofluorescence.

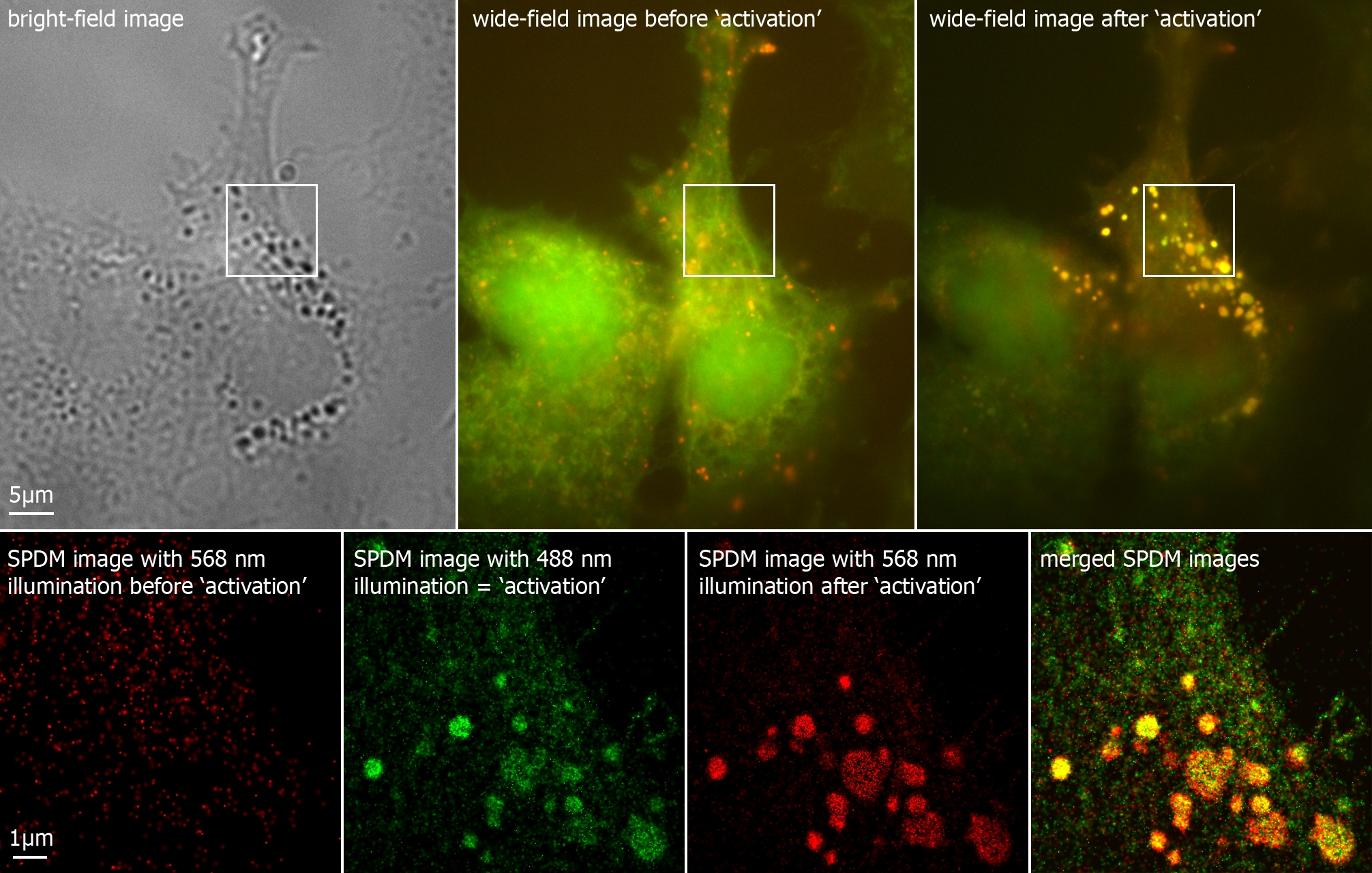
Microscopie à super-résolution en autofluorescence / image en nanoscopie optique de structures cellulaires invisibles avec la microscopie optique confocale.

Dans quelques cas, l'autofluorescence peut en fait éclairer les structures d'intérêt ou servir d'indicateur utile de diagnostic.
Par exemple, l'autofluorescence cellulaire peut être utilisée comme indicateur de cytotoxicité sans avoir besoin d'ajouter des marqueurs fluorescents.
L'autofluorescence de la peau humaine peut être utilisée pour mesurer le niveau de produit de glycation avancée (AGE), qui sont présents en plus grandes quantités durant plusieurs maladies humaines.
Les systèmes d'imagerie optique qui utilisent l'imagerie multispectrale peuvent réduire la dégradation du signal causée par l'autofluorescence tout en ajoutant des capacités de multiplexage améliorées .
La microscopie à super-résolution SPDM a révélé des objets cellulaires autofluorescents qui ne sont pas détectables dans des conditions d'imagerie par fluorescence conventionnelles.

## Molécules autofluorescentes

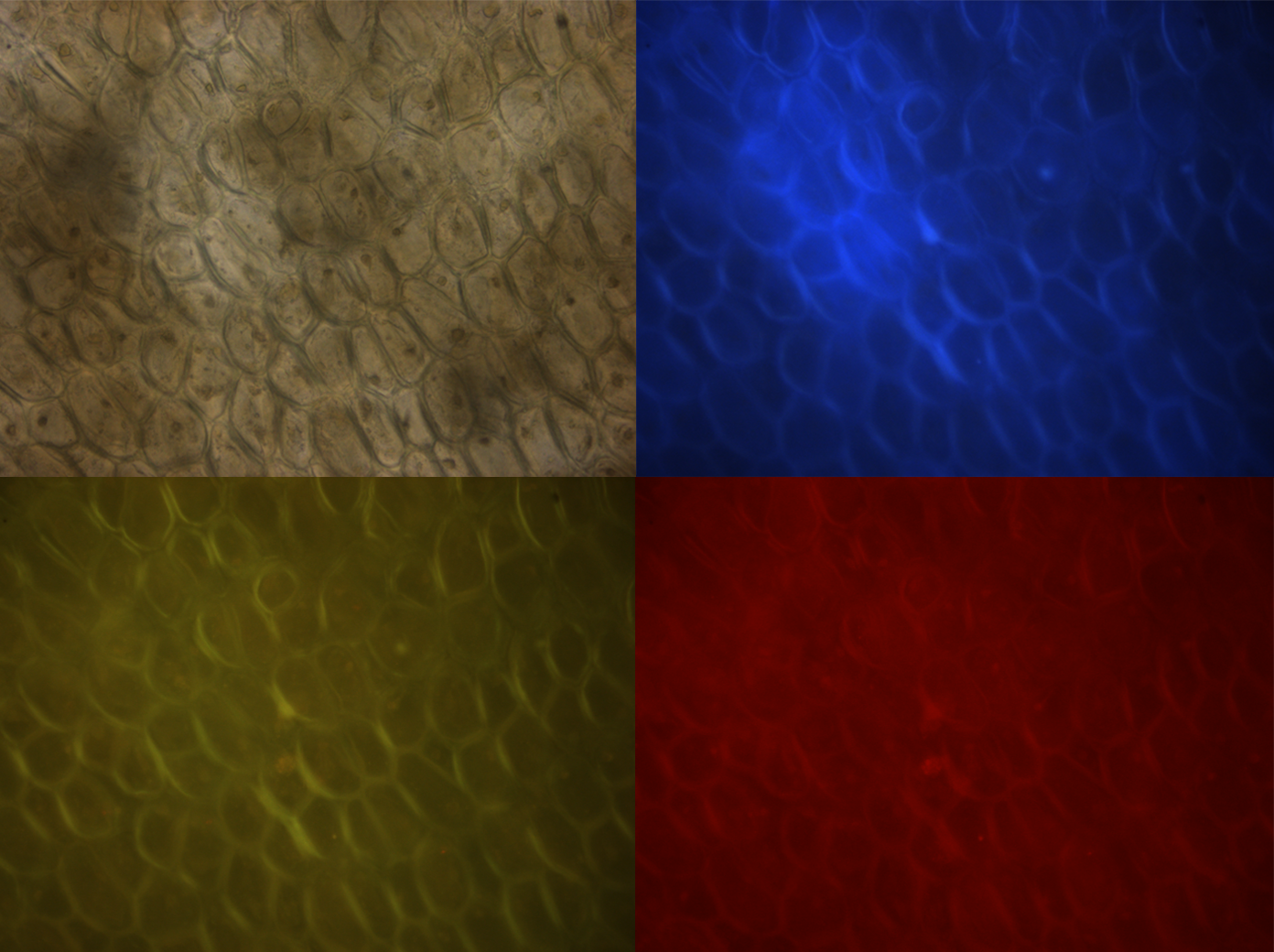
Autofluorescence dans la peau de banane sous différentes conditions d'illumination.

| Molécule                 | Excitation (nm) | Pic de fluorescence (nm) | Organismes          | Référence |
| NAD(P)H                  | 340             | 450                      | Tous                | [ 10 ]    |
| Chlorophylle             | 465 / 665       | 673 / 726                | Plants              |           |
| Collagène                | 270-370         | 305-450                  | Animaux             | [ 10 ]    |
| Rétinol                  |                 | 500                      | Animaux & bactéries | [ 11 ]    |
| Riboflavine              |                 | 550                      | Tous                | [ 11 ]    |
| Cholécalciférol          |                 | 380-460                  | Animaux             | [ 11 ]    |
| acide folique            |                 | 450                      | Tous                | [ 11 ]    |
| Pyridoxine               |                 | 400                      | Tous                | [ 11 ]    |
| Tyrosine                 | 270             | 305                      | Tous                | [ 2 ]     |
| Dityrosine               | 325             | 400                      | Animaux             | [ 2 ]     |
| Agrégat de type excimère | 270             | 360                      | Animaux             | collagène |
| Adduit de glycation      | 370             | 450                      | Animaux             | [ 2 ]     |
| Indolamine               |                 |                          | Animaux             |           |
| Lipofuscine              | 410-470         | 500-695                  | Eucaryotes          | [ 12 ]    |
| Lignine, a polyphenol    | 335 / 488       | 455 / 535                | Plantes             | [ 13 ]    |
| Tryptophan (en)          | 280             | 300-350                  | Tous                |           |
| Flavine                  | 380-490         | 520-560                  | Tous                |           |
| Mélanine                 | 340–400         | 360–560                  | Animaux             | [ 14 ]    |